# 1938 în artă
← 1935 în artă — 1936 în artă — 1937 în artă ——  1938 în artă  —— 1939 în artă — 1940 în artă — 1941 în artă →
1938 în artă implică o serie de evenimente:

## Premii
- Archibald Prize —

## Galerie (lucrări din 1938)
- Lucrări reprezentative